# Tournoi pré-olympique masculin de l'OFC 2023
Navigation
Tokyo 2020 Los Angeles 2028
Le tournoi pré-olympique de l'OFC 2023 a eu pour but de désigner la nation qualifiée au sein de la zone Océanie pour participer au tournoi final de football, disputé lors des Jeux olympiques de Paris en 2024.
La Confédération du football d'Océanie réunit onze membres de pleins droits : la Nouvelle-Calédonie et Tahiti n'étant pas membre du CIO, ils ne peuvent concourir. Les Îles Cook ne participe pas au tournoi.
Les huit nations sont réparties en deux groupes de quatre équipes, au sein d'une compétition en matches simples au terme duquel les deux équipes les mieux placées de chaque groupe s'affrontent en demi-finale puis le vainqueur de la finale pourra disputer les jeux.

## Villes et stades
Le tournoi est disputé en Nouvelle-Zélande du 27 août au 9 septembre 2023.
| \| Auckland \| |
| Auckland       |

| Auckland |

## Résultats des qualifications

### Premier tour

#### Groupe A
L'équipe des Samoa américaines déclare forfait.
Par ailleurs, la Papouasie-Nouvelle-Guinée n'a pas pu se rendre en Nouvelle-Zélande avant son match prévu le 27 août ; la Nouvelle-Zélande remporte 3-0 la victoire sur tapis vert.
| Rang | Équipe                         | Pts | J | G | N | P | Bp | Bc | Diff |
| ---- | ------------------------------ | --- | - | - | - | - | -- | -- | ---- |
| 1    | Nouvelle-Zélande               | 6   | 2 | 2 | 0 | 0 | 6  | 1  | +5   |
| 2    | Fidji                          | 3   | 2 | 1 | 0 | 1 | 3  | 3  | 0    |
| 3    | Papouasie-Nouvelle-Guinée (en) | 3   | 2 | 0 | 0 | 2 | 0  | 5  | -5   |
| 4    | Samoa américaines (en)         | 0   | 0 | 0 | 0 | 0 | 0  | 0  | 0    |

##### Détail des rencontres
| 27 août 2023 | Nouvelle-Zélande | 3–0 Victoire sur tapis vert | Papouasie-Nouvelle-Guinée (en) | Go Media Stadium, Auckland          |                                     |
| 15:00        |                  |                             |                                | Arbitrage : Norbert Hauata (Tahiti) | Arbitrage : Norbert Hauata (Tahiti) |

| 30 août 2023 | Nouvelle-Zélande                  | 3–1 | Fidji | Go Media Stadium, Auckland                              |                                                         |
| 15:00        | 19e Toomey · 21e Ott · 25eRandall |     |       | Spectateurs : 531 Arbitrage : Ben Aukwai (Îles Salomon) | Spectateurs : 531 Arbitrage : Ben Aukwai (Îles Salomon) |
| 15:00        | rapport                           |     |       | Spectateurs : 531 Arbitrage : Ben Aukwai (Îles Salomon) | Spectateurs : 531 Arbitrage : Ben Aukwai (Îles Salomon) |

| 2 septembre 2023 | Papouasie-Nouvelle-Guinée (en) | 0–2 | Fidji                 | Go Media Stadium, Auckland                            |                                                       |
| 15:00            |                                |     | 5e Dogalau · 66e Yada | Spectateurs : 489 Arbitrage : Norbert Hauata (Tahiti) | Spectateurs : 489 Arbitrage : Norbert Hauata (Tahiti) |
| 15:00            | rapport                        |     |                       | Spectateurs : 489 Arbitrage : Norbert Hauata (Tahiti) | Spectateurs : 489 Arbitrage : Norbert Hauata (Tahiti) |

#### Groupe B
| Rang | Équipe       | Pts | J | G | N | P | Bp | Bc | Diff |
| ---- | ------------ | --- | - | - | - | - | -- | -- | ---- |
| 1    | Salomon (en) | 9   | 3 | 3 | 0 | 0 | 11 | 1  | +10  |
| 2    | Vanuatu (en) | 6   | 3 | 2 | 0 | 1 | 7  | 4  | +3   |
| 3    | Samoa (en)   | 3   | 3 | 1 | 0 | 2 | 4  | 6  | -2   |
| 4    | Tonga (en)   | 0   | 3 | 0 | 0 | 3 | 1  | 12 | -11  |

##### Détail des rencontres
| 28 août 2023 | Samoa (en)                  | 3–0 | Tonga (en) | The Trusts Arena, Auckland                                        |                                                                   |
| 12:00        | Cahill 54e · Siamoa 55e 84e |     |            | Spectateurs : 100 Arbitrage : Mederic Lacour (Nouvelle-Calédonie) | Spectateurs : 100 Arbitrage : Mederic Lacour (Nouvelle-Calédonie) |

| 28 août 2023 | Salomon (en)                             | 3–0 | Vanuatu (en) | The Trusts Arena, Auckland                                      |                                                                 |
| 15:00        | 30e (pen.) 90+6e (pen.) Wae · 88e Ohasio |     |              | Spectateurs : 90 Arbitrage : CK Kawana-Waugh (Nouvelle-Zélande) | Spectateurs : 90 Arbitrage : CK Kawana-Waugh (Nouvelle-Zélande) |

| 31 août 2023 | Tonga (en) | 0–4 | Vanuatu (en) | The Trusts Arena, Auckland                       |                                                  |
| 12:00        |            |     |              | Spectateurs : 100 Arbitrage : Veer Singh (Fidji) | Spectateurs : 100 Arbitrage : Veer Singh (Fidji) |
| 12:00        | Rapport    |     |              | Spectateurs : 100 Arbitrage : Veer Singh (Fidji) | Spectateurs : 100 Arbitrage : Veer Singh (Fidji) |

| 31 août 2023 | Salomon (en)                  | 3–0 | Samoa (en) | The Trusts Arena, Auckland                          |                                                     |
| 15:00        | 39e Rocky · 60e Wae · 63e Fox |     |            | Spectateurs : 100 Arbitrage : Alex King (Australie) | Spectateurs : 100 Arbitrage : Alex King (Australie) |

| 3 septembre 2023 | Vanuatu (en)                       | 3–1 | Samoa (en) | The Trusts Arena, Auckland                                      |                                                                 |
| 12:00            | 20e Tasarur · 30e (pen.) 38e Moses |     | 16e Gobbi  | Spectateurs : 100 Arbitrage : Matthew Conger (Nouvelle-Zélande) | Spectateurs : 100 Arbitrage : Matthew Conger (Nouvelle-Zélande) |
| 12:00            | Rapport                            |     |            | Spectateurs : 100 Arbitrage : Matthew Conger (Nouvelle-Zélande) | Spectateurs : 100 Arbitrage : Matthew Conger (Nouvelle-Zélande) |

| 3 septembre 2023 | Tonga (en)     | 1–5 | Salomon (en)                                                  | The Trusts Arena, Auckland                                                  |                                                                             |
| 15:00            | 74e Tuamoheloa |     | 16e Rocky · 45e Saeni · 47e Ohasio · 63e Irodao · 77e Toitani | Spectateurs : 300 Arbitrage : David Yareboinen (Papuouasie-Nouvelle-Guinée) | Spectateurs : 300 Arbitrage : David Yareboinen (Papuouasie-Nouvelle-Guinée) |
| 15:00            | Rapport        |     |                                                               | Spectateurs : 300 Arbitrage : David Yareboinen (Papuouasie-Nouvelle-Guinée) | Spectateurs : 300 Arbitrage : David Yareboinen (Papuouasie-Nouvelle-Guinée) |

### Tournoi final
|  | Demi-finales     | Demi-finales     | Demi-finales     | Demi-finales     |                  |                  | Finale           | Finale           | Finale           | Finale           |
|  |                  |                  |                  |                  |                  |                  |                  |                  |                  |                  |
|  | 6 septembre 2023 | 6 septembre 2023 | 6 septembre 2023 | 6 septembre 2023 |                  |                  | 9 septembre 2023 | 9 septembre 2023 | 9 septembre 2023 | 9 septembre 2023 |
|  | A1               | Nouvelle-Zélande | 8                | 8                |                  |                  | 9 septembre 2023 | 9 septembre 2023 | 9 septembre 2023 | 9 septembre 2023 |
|  | A1               | Nouvelle-Zélande | 8                | 8                |                  |                  | 9 septembre 2023 | 9 septembre 2023 | 9 septembre 2023 | 9 septembre 2023 |
|  | B2               | Vanuatu (en)     | 0                | 0                |                  |                  | 9 septembre 2023 | 9 septembre 2023 | 9 septembre 2023 | 9 septembre 2023 |
|  | B2               | Vanuatu (en)     | 0                | 0                | Nouvelle-Zélande | Nouvelle-Zélande | 9                | 9                |                  |                  |
|  | 6 septembre 2023 |                  |                  |                  | Nouvelle-Zélande | Nouvelle-Zélande | 9                | 9                |                  |                  |
|  |                  |                  | Fidji            | Fidji            | 0                | 0                |                  |                  |                  |                  |
|  | B1               | Salomon (en)     | Fidji            | Fidji            | 0                | 0                | 0                | 0                |                  |                  |
|  | B1               | Salomon (en)     |                  |                  |                  |                  |                  | 0                |                  |                  |
|  | A2               | Fidji            | 3                | 3                |                  |                  |                  |                  |                  |                  |
|  | A2               | Fidji            | 3                | 3                |                  |                  |                  |                  |                  |                  |

#### Demi-finales
| 6 septembre 2023 | Nouvelle-Zélande                                                                | 8–0 | Vanuatu (en) | Go Media Stadium, Auckland                                        |                                                                   |
| 15:00            | 3e 12e Randall · 10e 39e van Hattum · 17e (pen.) Ott · 43e Verney · 55e 72e Raj |     |              | Spectateurs : 188 Arbitrage : Mederic Lacour (Nouvelle-Calédonie) | Spectateurs : 188 Arbitrage : Mederic Lacour (Nouvelle-Calédonie) |
| 15:00            | Rapport                                                                         |     |              | Spectateurs : 188 Arbitrage : Mederic Lacour (Nouvelle-Calédonie) | Spectateurs : 188 Arbitrage : Mederic Lacour (Nouvelle-Calédonie) |

| 6 septembre 2023 | Salomon (en) | 0–3 | Fidji                          | Go Media Stadium, Auckland                            |                                                       |
| 19:00            |              |     | 25e 70e Dogalau · 88e McMullen | Spectateurs : 1 145 Arbitrage : Alex King (Australie) | Spectateurs : 1 145 Arbitrage : Alex King (Australie) |
| 19:00            | Rapport      |     |                                | Spectateurs : 1 145 Arbitrage : Alex King (Australie) | Spectateurs : 1 145 Arbitrage : Alex King (Australie) |

#### Finales
| 9 septembre 2023 | Nouvelle-Zélande                                                                                         | 9–0 | Fidji | North Harbour Stadium, Auckland                         |                                                         |
| 19:00            | 3e (pen.) 6e 19e 45+1e 66e Bidois · 34e (pen.) Randall · 57e Gillion · 78e (csc)Turagalailai · 82e Kelly |     |       | Spectateurs : 1 284 Arbitrage : Norbert Hauata (Tahiti) | Spectateurs : 1 284 Arbitrage : Norbert Hauata (Tahiti) |